# Grammacephalus furcatus
Grammacephalus furcatus är en insektsart som beskrevs av Dai och Zhang. Grammacephalus furcatus ingår i släktet Grammacephalus och familjen dvärgstritar. Inga underarter finns listade i Catalogue of Life.